# Gotta Go Home
Gotta Go Home ist ein Popsong der deutschen Discogruppe Boney M. aus dem Jahr 1979. Er erschien ursprünglich als B-Seite der Single El Lute und war eine Teil-Coverversion des Liedes Hallo Bimmelbahn der Berliner Band Nighttrain. Die Single wurde ein Nummer-eins-Hit in den deutschen und österreichischen Singlecharts und war international erfolgreich. Gotta Go Home war zudem Vorlage für das Lied Barbra Streisand des Musikprojekts Duck Sauce, das 2010 veröffentlicht wurde und ein internationaler Charterfolg wurde.

## Hintergrund und Veröffentlichung
Das Lied Gotta Go Home wurde als Teil-Coverversion des bereits 1973 erschienenen Liedes Hallo Bimmelbahn der Berliner Band Nighttrain veröffentlicht. Die Musik für das Original wurde von Heinz Huth und Jürgen Huth geschrieben, der Text stammte von Michael Holm. Frank Farian und Fred Jay überarbeiteten diese Version und übernahmen vor allem die prägnante Melodie für ihr Lied Gotta Go Home, das von der von Farian betreuten Band Boney M. aufgenommen wurde. Es erschien als B-Seite einer Single gemeinsam mit dem Lied El Lute und wurde von der Plattenfirma Hansa International im Juli 1979 veröffentlicht. Beide Lieder erschienen zudem auf dem Album Oceans of Fantasy, das Hansa am 21. September 1979 veröffentlichte.

## Kommerzieller Erfolg

### Chartplatzierungen
Die Single El Lute / Gotta Go Home stieg erstmals am 6. August 1979 auf Platz 7 in die deutschen Singlecharts ein und hielt sich dort insgesamt 33 Wochen, wobei sie am 20. August des Jahres auf den Platz eins der Charts stieg und dort acht Wochen verblieb. Am 24. März 1980 wurde es zum letzten Mal in den Charts auf Platz 72 verzeichnet. In Österreich kam die Single am 15. September 1979 in die Hitparade und stieg direkt auf die Spitzenposition. Sie verblieb einen halben Monat auf Platz 1 und war insgesamt 4 Monate in den Charts. In der Schweiz war die Single ab dem 5. September 1979 vertreten und stieg an Position 10 ein, sie verblieb insgesamt 16 Wochen in der Hitparade und erreichte mit Platz 2 ihre höchste Platzierung. Auch in den britischen Charts war El Lute / Gotta Go Home vertreten und stieg dort bis auf Platz 12. Boney M. erreichte mit der Single zum achten Mal die deutschen Singlecharts und zugleich zum achten Mal die Chartspitze.
| ChartsChartplatzierungen     | Höchstplatzierung | Wochen |
| ---------------------------- | ----------------- | ------ |
| Deutschland (GfK)            | 1 (33 Wo.)        | 33     |
| Österreich (Ö3)              | 1 (16 Wo.)        | 16     |
| Schweiz (IFPI)               | 2 (14 Wo.)        | 14     |
| Vereinigtes Königreich (OCC) | 12 (11 Wo.)       | 11     |

| ChartsJahrescharts (1979) | Platzierung |
| ------------------------- | ----------- |
| Deutschland (GfK)         | 14          |
| Österreich (Ö3)           | 5           |
| Schweiz (IFPI)            | 8           |

### Auszeichnungen für Musikverkäufe
| Land/Region                  | Auszeichnungen für Musikverkäufe (Land/Region, Auszeichnung, Verkäufe) | Verkäufe |
| ---------------------------- | ---------------------------------------------------------------------- | -------- |
| Dänemark (IFPI)              | Gold                                                                   | 50.000   |
| Deutschland (BVMI)           | Gold                                                                   | 250.000  |
| Japan (RIAJ)                 | —                                                                      | 44.000   |
| Niederlande (NVPI)           | Gold                                                                   | 100.000  |
| Vereinigtes Königreich (BPI) | Silber                                                                 | 250.000  |
| Insgesamt                    | 1× Silber · 3× Gold ·                                                  | 694.000  |

Hauptartikel: Boney M./Auszeichnungen für Musikverkäufe

## Coverversionen
Gotta Go Home wurde mehrfach gecovert, in der Regel auf Samplern mit Partyhits. Erste Coverversionen erschienen bereits im selben Jahr von Cliff Carpenter und seinem Orchester, Hugo Strasser und seinem Tanzorchester und weiteren Ensembles. Im gleichen Jahr nutzte Norbert Hammerschmidt die Melodie des Liedes und schrieb einen neuen Text für das Lied, das er als Zeigst Du mir deins, zeig’ ich Dir meins von einem Duo mit dem Namen Mausi + Bär aufnehmen. Weitere Coverversionen stammen etwa von Nancy & Robert und den Daddy Cool Kids.
2010 veröffentlichte das Musikprojekt Duck Sauce den Titel Barbra Streisand und war damit international erfolgreich, das Lied wurde unter anderem in Österreich und der Schweiz ein Nummer-eins-Hit und stieg in den deutschen Singlecharts bis auf Platz 3.

## Belege
1. ↑  Boney M. – Gotta Go Home bei Discogs, abgerufen am 2. September 2021.
2. ↑  
Boney M. – Oceans of Fantasy bei Discogs; abgerufen am 31. August 2021.
3. 1 2  
Boney M. – El Lute. In: offiziellecharts.de. Abgerufen am 31. August 2021.
4. ↑  
Boney M. – El Lute. In: chartsurfer.de. Abgerufen am 31. August 2021.
5. 1 2  
Boney M. – El Lute. In: austriancharts.at. Abgerufen am 31. August 2021.
6. 1 2  
Boney M. – El Lute. In: hitparade.ch. Abgerufen am 31. August 2021.
7. 1 2  Boney M. In: officialcharts.com. Abgerufen am 31. August 2021 (englisch).
8. ↑  
Boney M. In: chartsurfer.de. Abgerufen am 31. August 2021.
9. ↑  Top 100 Single-Jahrescharts: 1979. In: offiziellecharts.de. Abgerufen am 31. August 2021.
10. ↑  Jahreshitparade Singles 1979. In: austriancharts.at. Abgerufen am 31. August 2021.
11. ↑  Schweizer Jahreshitparade 1979. In: hitparade.ch. Abgerufen am 31. August 2021.
12. ↑  1979: “Oceans Of Fantasy”. In: fantasticboneym.com. Archiviert vom Original (nicht mehr online verfügbar) am 13. Mai 2021; abgerufen am 13. Mai 2021 (englisch).  Info: Der Archivlink wurde automatisch eingesetzt und noch nicht geprüft. Bitte prüfe Original- und Archivlink gemäß Anleitung und entferne dann diesen Hinweis.
13. ↑  Gold-/Platin-Datenbank. In: musikindustrie.de. Abgerufen am 24. August 2024.
14. ↑  オリコンチャートブック〈LP編(昭和45年‐平成1年)〉. In: Tankobon Hardcover (Hrsg.): Oricon Chart Books. 1990, ISBN 978-4-87131-025-3 (japanisch, Inhalt online abrufbar).
15. ↑  Goud/Platina. In: nvpi.nl. Abgerufen am 31. August 2021 (niederländisch).
16. ↑  Boney M – Gotta Go Home. In: bpi.co.uk. Abgerufen am 31. August 2021 (englisch).
17. 1 2  
Boney M. – Gotta Go Home, Coverversionen auf cover.info; abgerufen am 31. August 2021.
18. ↑  
Cliff Carpenter & His Orchestra – She's in Love With You bei Discogs; abgerufen am 31. August 2021.
19. ↑  
Hugo Strasser und sein Tanzorchester – Hit Party des Jahres 6 bei Discogs; abgerufen am 31. August 2021.
20. ↑  
Mausi + Bär – Zeigst Du mir deins, zeig' ich Dir meins bei Discogs; abgerufen am 30. August 2021.